# Симпкин, Джордж
Джордж Дредон Симпкин (англ. George Dreadon Simpkin; 22 мая 1943 — 7 мая 2020) — новозеландский регбийный тренер, известный по работе с национальными сборными Фиджи, Гонконга и Шри-Ланки и внёсший большой вклад в развитие классического регби и регби-7 в этих странах.

## Биография

### Начало тренерской карьеры
Уроженец Нортленда. Играл за команду колледжа Марамата, там же начинал в 1966 году свою тренерскую карьеру в качестве преподавателя физкультуры и играющего тренера, с командой работал в 1976—1984 годах и одержал 56 побед подряд. В составе команды Уаикато он вышел в первый дивизион Национального чемпионата провинций, а в 1980 году выиграл Щит Ранфёрли, обыграв команду Окленда.
Всего под его руководством команда Уаикато провела 152 матча в чемпионате провинций, выиграв 95 встреч, сведя вничью 3 и проиграв 54, среди одержанных побед была и победа над сборной Франции. Симпкин мечтал когда-нибудь возглавить «Олл Блэкс».

### Фиджи
В 1987—1991 годах Симпкин работал в сборной Фиджи по классическому регби: он выводил в 1987 году в тандеме с Джо Совау команду в четвертьфинал первого чемпионата мира; в 1991 году работал в тандеме с Самисони Виривири, но из группы команду не вывел. В 1984—1990 годах — тренер сборной Фиджи по регби-7, с которой выигрывал ежегодный Гонконгский турнир в 1984 и 1990 годах. Считается, что именно Симпкин разглядел талант будущей мировой звезды Вайсале Сереви.

### Гонконг и КНР
В 1988—1999 годах он на постоянной должности работал в Гонконгском регбийном союзе, культивируя также регби в Китае и организуя первые матчи среди военнослужащих НОАК в Гонконге после передачи Гонконга британцами Китаю в 1997 году. Его вклад в развитие гонконгского регби высоко оценивается в стране: Симпкин помог Гонконгскому турниру обрести статус престижнейшего, создал ряд клубов по регби («Гонконг Дрэгонс», «Гай У», «Тайгерс», «Буллс», «Номадс», «Тайфунс»).
С 1993 года он руководил сборной по регби-15 и по регби-7, выведя команду по «семёрке» на первый в истории чемпионат мира. Именно при нём в сборной Гонконга заиграл первый китаец — Рэмбо Люн Юн Кит (матч 1993 года против Китайского Тайбэя). Всего с перерывами Симпкин работал около 17 лет в гонконгском и китайском регби. В 2002 году команда КНР под его руководством выступала в Гонконгской серии, разгромно проиграв Уэльсу 0:56. В 2017 году Симпкина попросили на время Спартакиады народов КНР возглавить команды провинции Шаньдун на турнире по регби-7; обе команды выиграли Спартакиаду.

### Шри-Ланка
Некоторое он время работал и с национальными сборными Шри-Ланки, подняв уровень развития спорта в стране. Команда по классическому регби под его руководством одержала свою первую победу в тестовом-матче против Казахстана в гостях. В 2003 году благодаря его усилиям на Шри-Ланке прошёл первый турнир по регби-7.

### Завершение карьеры
В дальнейшем Симпкин тренировал немецкий клуб «Франкфурт 1880» в сезоне 2006/2007. В 2010 году возглавил сборную Германии по регби-7, с которой готовился к Олимпиаде-2016 в Рио-де-Жанейро.
В 2014 году он вернулся в Новую Зеландию, где до конца жизни работал с командой колледжа Марамата. Помимо этого, Симпкин вынашивал планы развития регби в Пакистане и по всей Азии.

### Вклад в развитие мирового регби
Считается, что Джордж Симпкин разработал пластиковую подставку для регбийного мяча (под влиянием канадцев), на которую мяч устанавливается перед реализацией или штрафным. Эти подставки в дальнейшем использовались в регби такими лучшими бьющими мирового регби, как Эндрю Мертенс, Джоэль Странски, Джон Илз и Дэн Картер. Также он ввёл ряд новых правил в регби-7. Так, команда, занёсшая попытку в матче по регби-7, должна выбивать мяч с центра поля после реализации для возобновления игры; по его же инициативе игрокам разрешили пробивать реализацию с рук; упростили розыгрыш коридора и обязали хукеров хвататься руками за пропов при проведении схватки.

### Семья
Супруга — Пип. Дочери — Ли и Грир проживают с двумя внуками Картером и Кёртисом в Сиднее, внучка Холли проживает в Лондоне. Во время карантина, связанного с COVID-19, Грир написала стихотворение «Ода Джорджу» (англ. Ode to George), посвятив его отцу.
На протяжении жизни Джордж Симпкин боролся против артрита, используя китайскую традиционную медицину для укрепления своего здоровья. Скончался 7 мая 2020 года в Матамата (под Гамильтоном) от рака.